# پولمارک

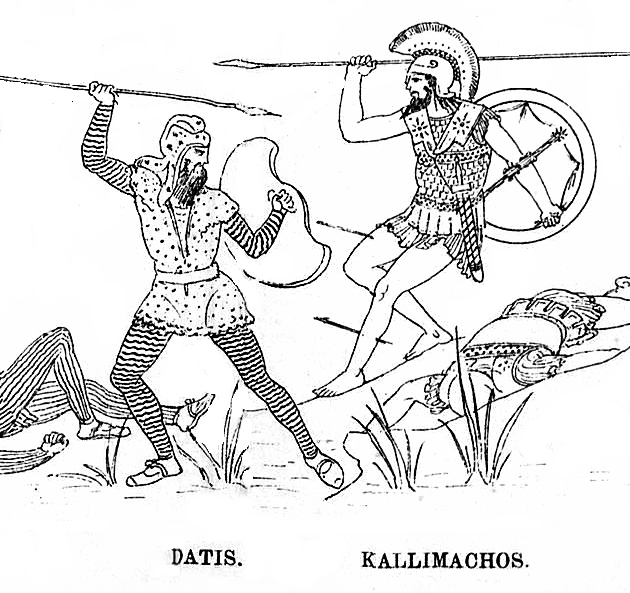
مبارزه‌ی داتیس با پولمارک آتنی، کالیماکوس در نبرد ماراتون.

پولمارچ (‎/ˈpɔːləˌmɑːrk/‎ ، از یونانی باستان: πολέμαρχος   ، polemarchos) یک درجه‌ی ارشد نظامی در دولت‌شهرهای یونان باستان بود. این عنوان از دو کلمه پولِموس به معنی جنگ و آرکنت به عنای حاکم و رهبر گرفته شده است و معمولاً تحت عنوان عنوان «جنگجو» یا «جنگ سالار» ترجمه می‌شود. بدین ترتیب همان‌طور که از نامشان برمی‌آید، وظیفه‌ی اصلی پولمارک‌ها، فرماندهی ارتش بود. احتمالاً پولمارک‌ها این القاب را از شاهان دریافت می‌کردند. 
در یونان امروز، پولمارکوس به معنی جنگ سالار است.